# رضوان كونييف
رضوان كونييف (مواليد 10 مارس 1992) هو مُقاتل فنون قتالية مختلطة روسي، يُنافس في فئة الوزن الثقيل في يو إف سي.

## وصلات خارجية
لا توجد روابط لمواقع التواصل الاجتماعي.

- هذه المقالة لا تملك بيانات على ويكي بيانات